# Йоахим Задроцински
Йоахим Задроцински (на немски: Joachim Sadrozinski) е германски лейтенант-полковник от Вермахта, участвал в опита за убийство на фюрера Адолф Хитлер от 20 юли 1944 г.

## Биография
Задроцински е роден в Тилзит, Източна Прусия, и се присъединява към Райхсвера като кадет през април 1926 г. Той завършва пруската военна академия в Берлин през април 1939 г. и по-късно се бие по време на Втората световна война. Повишен в лейтенант-полковник, присъединява се към генералния щаб, а през юни 1944 г. е ранен. Той става лидер на група от хората на генерал Фридрих Фром, главнокомандващ на Резервната армия и служи като заместник на Клаус фон Щауфенберг.
На 20 юли 1944 г. Задроцински отговаря за предаването на заповедите „Валкирия“ в Бендлерблок в Берлин. Арестуван от Гестапо веднага след нападението срещу Хитлер на 20 юли 1944 г., а на 21 август 1944 г. е осъден на смърт от Народна съдебна палата. На 29 септември 1944 г. Задроцински е обесен.
Женен е за Елфриде Химпел и има дъщеря и четирима сина.